# Klivisten, Sastmola
Holsteeni är en ö i Finland. Den ligger i Bottenhavet och i kommunen Sastmola i den ekonomiska regionen  Björneborgs ekonomiska region i landskapet Satakunta, i den västra delen av landet. Ön ligger omkring 54 kilometer norr om Björneborg och omkring 270 kilometer nordväst om Helsingfors.
Öns area är 0,7 hektar och dess största längd är 200 meter i nord-sydlig riktning.